# Јона Најт-Виздом
Јона Рошен Најт-Виздом (енгл. Yona Roshen Knight-Wisdom; Лидс, 12. мај 1995) елитни је јамајкански скакач у воду. Његова специјалност су појединачни скокови са даске са висина од једног и три метра.
Дипломирао је на Бекетовом универзитету у Лидсу на одсеку за спорт и физичку културу.

## Каријера
Спортску каријеру Најт-Виздом започиње још као деветогодишњи дечак тренирајући у локалном клубу за водене спортове из Лидса. Иако рођени Британац, одлучио се да наступа за Јамајку, родну земљу свога оца, иако је имао могућности да наступа и за Барбадос одакле је његова мајка пореклом.
На међународној сцени дебитовао је у мају 2013. на такмичењу за светски гран-при у Форт Лодердејлу, а два месеца касније по први пут је наступио и на Светском првенству у Барселони где се такмичио у обе дисциплине појединачних скокова са даске. Учестовао је и на наредна три светска првенства, а најбољи резултат остварио је у Квангџуу 2019. где је у дисциплини даска 1 метар по први пут у каријери успео да се пласира у финале, које је окончао на 10. позицији са 371,90 бодова.
Успео је да се квалификује и на Летње олимпијске игре 2016. поставши тако првим јамајканским скакачем у воду на олимпијским играма после Бетси Саливан која је наступала у Минхену 1972. године. У Рију се такмичио у дисциплини даска 3 метра, а такмичење је окончао у полуфиналу освојивши укупно 14 место са 381,40 бодова.